# Monasterio del Milagro

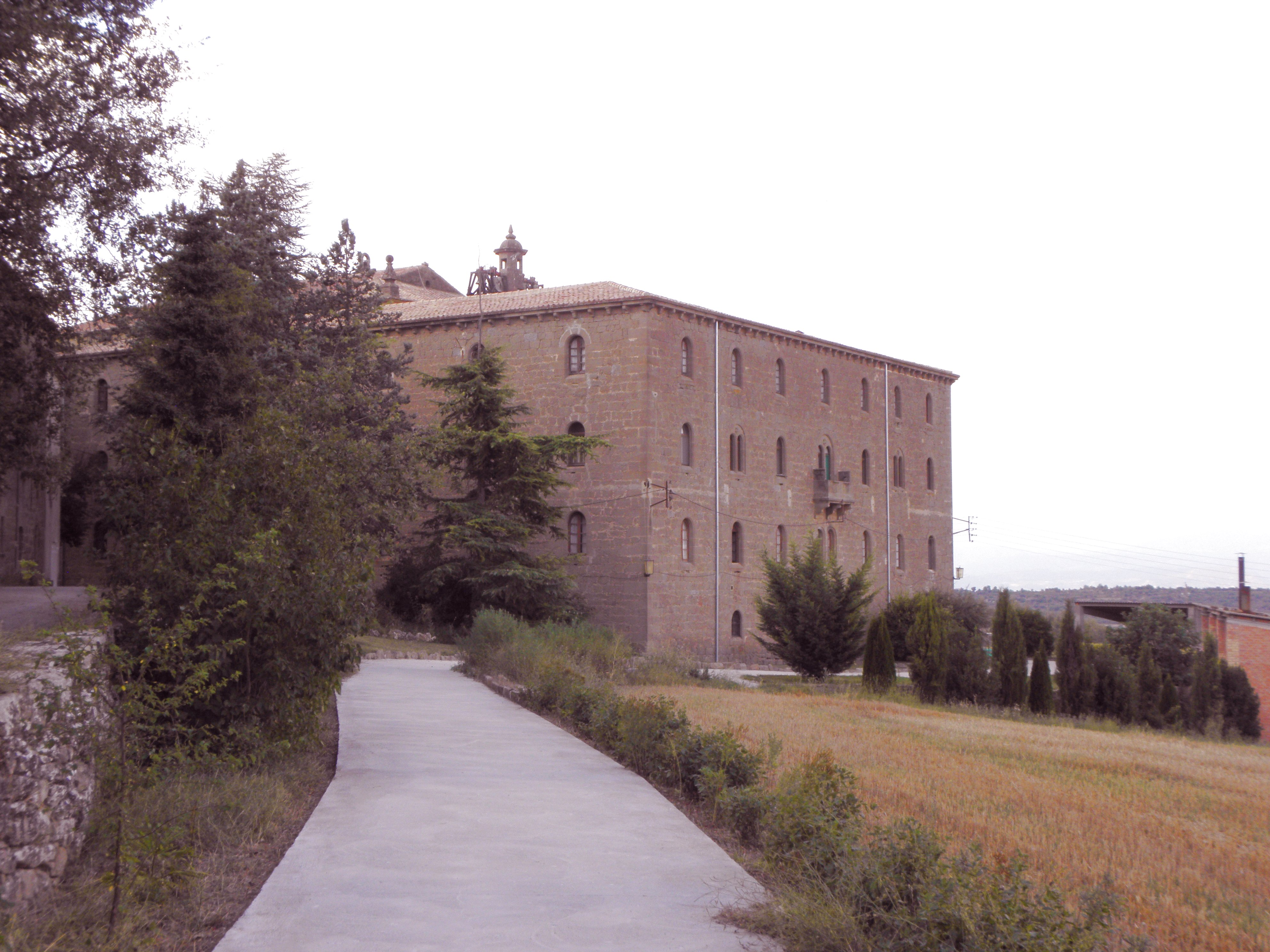
Fachadas sur y este

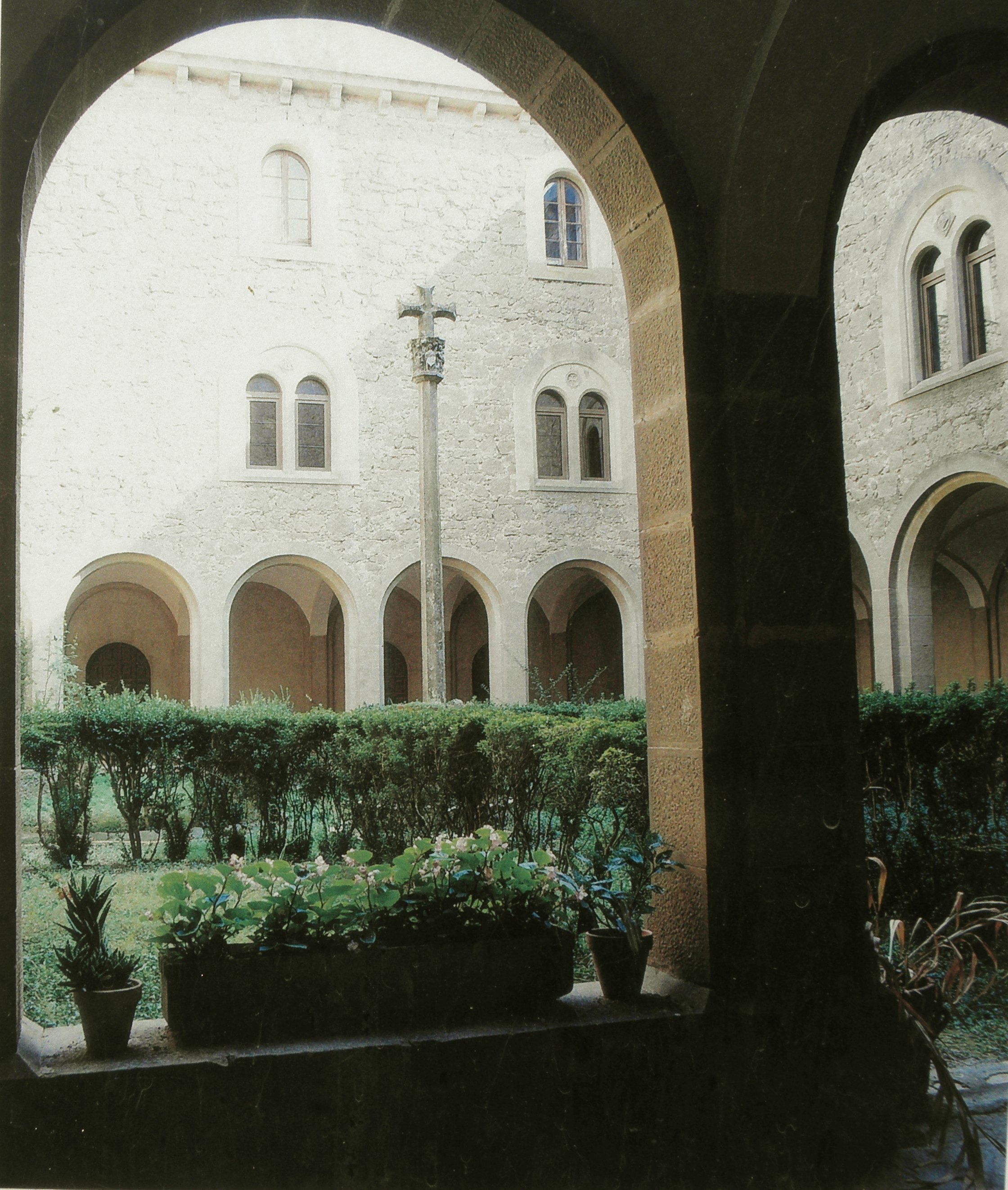
Claustro

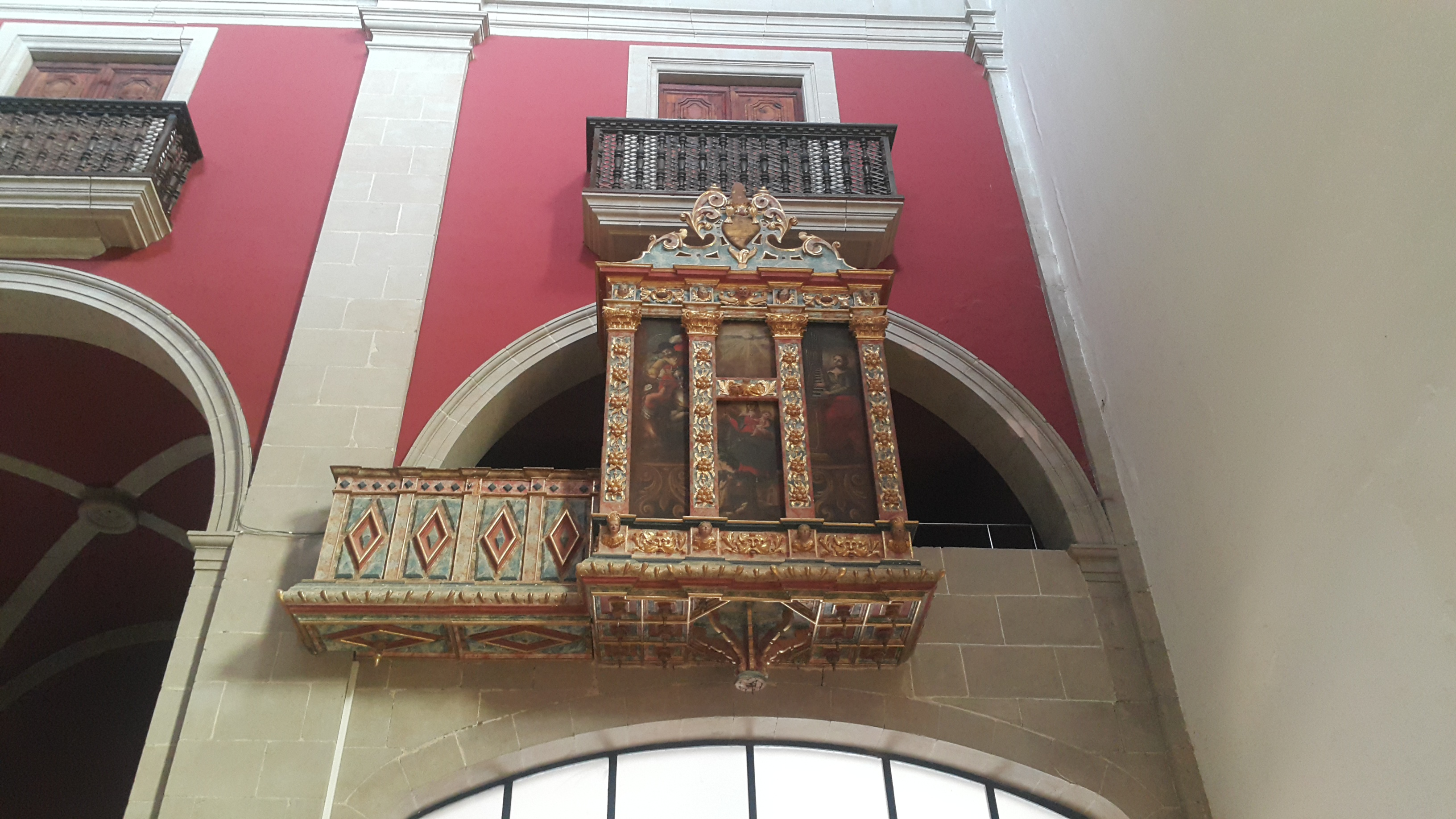
Órgano barroco

El monasterio del Milagro (en catalán: monestir del Miracle) es un monasterio benedictino que forma parte del complejo del santuario del Miracle, en Riner, comarca catalana del Solsonés y que actualmente acoge una comunidad de cuatro monjes dependiendo del monasterio de Montserrat.

## Historia
La iniciativa de su constitución la tomó el administrador apostólico del Obispado de Solsona, Ramón Riu i Cabanes con la intención de que fuera la comunidad del monasterio que asumiera la tarea de custodiar el santuario del Miracle. A tal fin se puso en contacto con el monasterio de Montserrat y después de laboriosas negociaciones en las que se tuvieron que implicar no sólo estamentos eclesiásticos sino también civiles, se llegó al acuerdo de fundar un nuevo monasterio el Milagro.
El día 16 de julio de 1899, con la asistencia de dicho administrador apostólico y del abad de Montserrat, José Deas, tuvo lugar la ceremonia de colocación de la primera piedra.
El 10 de abril del año siguiente se firmó un convenio mediante el cual la Diputación de Lérida cedía a la Orden benedictina, condicionalmente y por un período de cincuenta años, la Casa grande y todas sus dependencias junto con la cesión de la finca de Espinalgosa, también propiedad de la Diputación y el año 1901 se hizo la cesión del Santuario del Miracle con todas sus dependencias al nuevo monasterio y el 1 se septiembre de ese mismo año se instaló la primera comunidad monástica.
En 1917 el monasterio fue constituido como priorato independiente, condición que mantuvo hasta 1932, año en el que volvió a pasar a depender del monasterio de Montserrat.